# عبدالقادر بن بوعلی
عبدالقادر بن بوعلی (انگلیسی: Abdelkader Ben Bouali؛ ۲۵ اکتبر ۱۹۱۲ – ۲۳ فوریه ۱۹۹۷) بازیکن فوتبال اهل فرانسه بود.
از باشگاه‌هایی که در آن بازی کرده‌است می‌توان به باشگاه فوتبال مون‌پلیه، باشگاه فوتبال المپیک مارسی، باشگاه فوتبال تولوز و باشگاه فوتبال الوداد کازابلانکا اشاره کرد.
وی همچنین در تیم ملی فوتبال فرانسه بازی کرده‌است.